# Persone di cognome Owens
| Questa pagina contiene informazioni ricavate automaticamente dalle voci biografiche con l'ausilio del template Bio e di un bot. L'aggiornamento è periodico e automatico e ricostruisce completamente la pagina. Se manca una persona in questa lista, sei pregato di non aggiungerla, ma accertati piuttosto che la sua voce biografica contenga il template Bio e che i dati anagrafici siano correttamente compilati. Se il template Bio manca, inseriscilo tu stesso o, in alternativa, metti l'avviso {{tmp\|Bio}} che ne segnala la mancanza. Se i dati riportati sono sbagliati, correggi direttamente la voce biografica; le modifiche saranno visibili in questa lista entro pochi giorni. Per chiarimenti vedi il progetto antroponimi. La lista contiene solo le 65 persone che sono citate nell'enciclopedia e per le quali è stato implementato correttamente il template Bio. Pagina aggiornata al 7 ago 2025. |

Questa è una lista di persone presenti nell'enciclopedia che hanno il cognome Owens, suddivise per attività principale.

## Arbitri di rugby a 15(1)
- Nigel Owens, arbitro di rugby a 15 e conduttore televisivo gallese (Mynyddcerrig, n. 1971)

## Attori(5)
- Cade Owens, attore statunitense (n. 2003)
- Chris Owens, attore canadese (Toronto, n. 1961)
- Daniel Ross Owens, attore statunitense (Franklin, n. 1983)
- Gary Owens, attore e doppiatore statunitense (Mitchell, n. 1934 - Los Angeles, † 2015)
- Geoffrey Owens, attore statunitense (Brooklyn, n. 1961)

## Attori teatrali(1)
- John Edmond Owens, attore teatrale inglese (Liverpool, n. 1823 - Aigburth Vale, † 1886)

## Attrici(2)
- Patricia Owens, attrice canadese (Golden, n. 1925 - Lancaster, † 2000)
- Lynda Petty, attrice e doppiatrice statunitense (Guilford County, n. 1942 - Level Cross, † 2014)

## Calciatori(1)
- Jordan Owens, calciatore nordirlandese (Belfast, n. 1989)

## Cantanti(3)
- Craig Owens, cantante e musicista statunitense (Davison, n. 1984)
- Ripper Owens, cantante statunitense (Akron, n. 1967)
- Queen Latifah, cantante, rapper e attrice statunitense (Newark, n. 1970)

## Cantautori(3)
- Buck Owens, cantautore statunitense (Sherman, n. 1929 - Bakersfield, † 2006)
- Owenn, cantautore e ballerino statunitense (New York, n. 1983)
- Kem, cantautore statunitense (Nashville, n. 1967)

## Cantautrici(1)
- Bonnie Owens, cantautrice statunitense (Blanchard, n. 1929 - † 2006)

## Cestiste(1)
- Shantia Owens, ex cestista statunitense (Newark, n. 1978)

## Cestisti(16)
- Chris Owens, ex cestista statunitense (Akron, n. 1979)
- Eddie Owens, ex cestista statunitense (Houston, n. 1953)
- Geoff Owens, ex cestista statunitense (Voorhees, n. 1978)
- Jim Owens, ex cestista statunitense (Los Angeles, n. 1950)
- Josh Owens, ex cestista statunitense (Portsmouth, n. 1988)
- Red Owens, cestista e allenatore di pallacanestro statunitense (n. 1925 - † 1988)
- Tom Owens, ex cestista statunitense (Bronx, n. 1949)
- Andre Owens, ex cestista statunitense (Indianapolis, n. 1980)
- Andre Owens, ex cestista statunitense (Winston-Salem, n. 1971)
- Billy Owens, ex cestista statunitense (Carlisle, n. 1969)
- Horace Owens, ex cestista e allenatore di pallacanestro statunitense (Filadelfia, n. 1961)
- Keith Owens, ex cestista statunitense (San Francisco, n. 1969)
- Kevin Owens, ex cestista statunitense (Haddonfield, n. 1980)
- Larry Owens, ex cestista statunitense (Mesa, n. 1983)
- Tariq Owens, cestista statunitense (Utica, n. 1995)
- Trelonnie Owens, ex cestista statunitense (n. 1971)

## Compositori(1)
- Harry Owens, compositore statunitense (O'Neill, n. 1902 - Eugene, † 1986)

## Critici d'arte(1)
- Craig Owens, critico d'arte e storico dell'arte statunitense (n. 1950 - Chicago, † 1990)

## Giocatori di football americano(7)
- Gervarrius Owens, giocatore di football americano statunitense (Moore, n. 1999)
- John Owens, giocatore di football americano statunitense (Washington, n. 1980)
- Jonathan Owens, giocatore di football americano statunitense (Saint Louis, n. 1995)
- Steve Owens, ex giocatore di football americano statunitense (Gore, n. 1947)
- Mel Owens, ex giocatore di football americano statunitense (Detroit, n. 1958)
- R.C. Owens, giocatore di football americano e cestista statunitense (Shreveport, n. 1934 - Manteca, † 2012)
- Terrell Owens, giocatore di football americano statunitense (Alexander City, n. 1973)

## Ingegneri(1)
- Robert B. Owens, ingegnere statunitense (n. 1870 - † 1940)

## Mezzosoprani(1)
- Anne-Marie Owens, mezzosoprano inglese (South Shields, n. 1955)

## Modelli(1)
- Nathan Owens, modello e attore statunitense (San Francisco Bay Area, n. 1984)

## Pallavolisti(1)
- Kevin Owens, pallavolista statunitense (Indianapolis, n. 1991)

## Piloti automobilistici(1)
- Cotton Owens, pilota automobilistico statunitense (Union, n. 1924 - Spartanburg, † 2012)

## Pistard(1)
- Ryan Owens, pistard britannico (Milton Keynes, n. 1995)

## Politici(5)
- Bill Owens, politico statunitense (New York, n. 1949)
- Burgess Owens, politico e ex giocatore di football americano statunitense (Columbus, n. 1951)
- Major Owens, politico statunitense (Collierville, n. 1936 - New York, † 2013)
- Wayne Owens, politico statunitense (Panguitch, n. 1937 - Tel Aviv, † 2002)
- Bill Owens, politico statunitense (Fort Worth, n. 1950)

## Rugbisti a 15(1)
- Ken Owens, rugbista a 15 britannico (Carmarthen, n. 1987)

## Sceneggiatori(1)
- Matt Owens, sceneggiatore e produttore cinematografico statunitense (Atlanta, n. 1989)

## Sciatrici alpine(1)
- Jenny Owens, ex sciatrice alpina e sciatrice freestyle australiana (Sydney, n. 1978)

## Sciatrici freestyle(1)
- Kai Owens, sciatrice freestyle statunitense (Lu'an, n. 2004)

## Scrittori(1)
- William A. Owens, scrittore e insegnante statunitense (Pin Hook, n. 1905 - † 1990)

## Scrittrici(1)
- Delia Owens, scrittrice e zoologa statunitense (Thomasville, n. 1949)

## Stilisti(1)
- Rick Owens, stilista statunitense (Porterville, n. 1961)

## Tastieristi(1)
- Isaiah "Ikey" Owens, tastierista statunitense (Long Beach, n. 1974 - Puebla de Zaragoza, † 2014)

## Tennisti(1)
- Charles Owens, ex tennista statunitense (Tuscaloosa, n. 1950)

## Velocisti(1)
- Jesse Owens, velocista e lunghista statunitense (Oakville, n. 1913 - Tucson, † 1980)

## Senza attività specificata(1)
- Perry Owens, pistolero statunitense (Contea di Hawkins, n. 1852 - Seligman, † 1919)